# Cobla

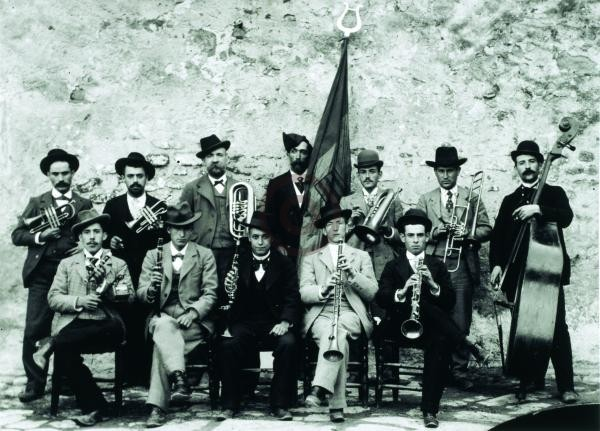
Cobla de 1909.

La cobla es una agrupación musical folclórica oriunda de Cataluña. Su repertorio consta fundamentalmente de composiciones para sardana, el baile típico catalán.
La cobla actual está formada por once músicos que tocan doce instrumentos: flabiol y tamboril, tible wwowkwlw